# North Vancouver (circonscription britanno-colombienne)
Pour les articles homonymes, voir North Vancouver (homonymie).
Circonscription électorale provinciale du Canada
North Vancouver est une ancienne circonscription provinciale de la Colombie-Britannique représentée à l'Assemblée législative de la Colombie-Britannique de 1916 à 1966.

## Géographie
La circonscription représentait la partie nord du Grand Vancouver avec les cités de West Vancouver et North Vancouver.

## 1916-1956
| Législature     | Années          | Député          | Député                     | Parti            |
| North Vancouver | North Vancouver | North Vancouver | North Vancouver            | North Vancouver  |
| --------------- | --------------- | --------------- | -------------------------- | ---------------- |
| 14e             | 1916–1920       |                 | George Samuel Hanes        | Libéral          |
| 15e             | 1920–1924       |                 | George Samuel Hanes        | Indépendant      |
| 16e             | 1924–1928       |                 | John Melvin Bryan Sr.      | Libéral          |
| 17e             | 1928–1930       |                 | Ian Alistair MacKenzie     | Libéral          |
| 17e             | 1930-1933       |                 | Jack Loutet                | Conservateur     |
| 18e             | 1933–1934       |                 | Harley C. E. Anderson      | Social-démocrate |
| 18e             | avr.-juil. 1934 |                 | Vacant                     | Vacant           |
| 18e             | 1934-1937       |                 | Dorothy Steeves            | Social-démocrate |
| 19e             | 1937–1941       |                 | Dorothy Steeves            | Social-démocrate |
| 20e             | 1941–1945       |                 | Dorothy Steeves            | Social-démocrate |
| 21e             | 1945–1949       |                 | John Henry Cates           | Coalition        |
| 22e             | 1949–1952       |                 | John Henry Cates           | Coalition        |
| 23e             | 1952–1953       |                 | Martin Elliott Sowden      | Libéral          |
| 24e             | 1953–1956       |                 | George Henry Tomlinson Jr. | Créditiste       |

## 1956-1966
| Législature                                                                                                 | Années    | Député | Député                | Parti       | Député | Député                 | Parti      |
| --- | --------- | ------ | --------------------- | ----------- | ------ | ---------------------- | ---------- |
| 25e | 1956–1958 |        | John Melvin Bryan Jr. | Créditiste  |        | Newton Phillips Steacy | Créditiste |
| 25e | 1958-1959 |        | John Melvin Bryan Jr. | Indépendant |        | Newton Phillips Steacy | Créditiste |
| 25e | 1959-1960 |        | John Melvin Bryan Jr. | Libéral     |        | Newton Phillips Steacy | Créditiste |
| 26e | 1960–1963 |        | Raymond Perrault      | Libéral     |        | Gordon Gibson Sr.      | Libéral    |
| 27e | 1963–1966 |        | Raymond Perrault      | Libéral     |        | Gordon Gibson Sr.      | Libéral    |
| Circonscription abolie, voir North Vancouver-Capilano, North Vancouver-Seymour et West Vancouver-Howe Sound |           |        |                       |             |        |                        |            |